# UEFA Women’s Cup 2003/04

Das Wettbewerbs-Logo

Der UEFA Women’s Cup 2003/04 war die dritte Ausspielung des europäischen Meisterwettbewerbs für Frauenfußballvereine. Im Finale, in dem Umeå IK zum zweiten Mal nach 2001/02 auf den 1. FFC Frankfurt traf, setzten sich die Schwedinnen diesmal deutlich mit insgesamt 8:0 Toren gegen den deutschen Meister durch. Die Vertreter aus der Schweiz und aus Österreich schieden bereits in der ersten Runde aus.

## Qualifikation
Zwölf Landesmeister wurden auf drei Gruppen aufgeteilt. Die Gruppensieger erreichen die Vorrunde.

### Gruppe 1
Turnier in Novo mesto (Slowenien). Der belgische Meister SK Lebeke-Aalst verzichtete auf die Teilnahme.
| Pl. | Verein             | Sp. | S | U | N | Tore    | Diff. | Punkte |
| --- | ------------------ | --- | - | - | - | ------- | ----- | ------ |
| 1.  | Maccabi Holon      | 2   | 2 | 0 | 0 | 007:300 | +4    | 06     |
| 2.  | NK Krka Novo Mesto | 2   | 1 | 0 | 1 | 003:400 | −1    | 03     |
| 3.  | TKSK Visa Tallinn  | 2   | 0 | 0 | 2 | 001:400 | −3    | 0      |

| 1. Juli 2003        |     |                     |
| Maccabi Holon       | 4:2 | ZNK Krka Novo Mesto |
| 3. Juli 2003        |     |                     |
| Visa Tallinn        | 1:3 | Maccabi Holon       |
| 5. Juli 2003        |     |                     |
| ZNK Krka Novo Mesto | 1:0 | Visa Tallinn        |

### Gruppe 2
Turnier in Skopje (Mazedonien).
| Pl. | Verein             | Sp. | S | U | N | Tore    | Diff. | Punkte |
| --- | ------------------ | --- | - | - | - | ------- | ----- | ------ |
| 1.  | SV Neulengbach     | 3   | 3 | 0 | 0 | 027:300 | +24   | 09     |
| 2.  | SK Žiar nad Hronom | 3   | 2 | 0 | 1 | 030:700 | +23   | 06     |
| 3.  | Lombardini Skopje  | 3   | 1 | 0 | 2 | 006:190 | −13   | 03     |
| 4.  | PAOK Ledra         | 3   | 0 | 0 | 3 | 000:340 | −34   | 0      |

| 15. Juli 2003      |       |                    |
| Lombardini Skopje  | 01:12 | SK Žiar nad Hronom |
| SV Neulengbach     | 14:00 | PAOK Ledra         |
| 17. Juli 2003      |       |                    |
| Lombardini Skopje  | 5:0   | PAOK Ledra         |
| SV Neulengbach     | 6:3   | SK Žiar nad Hronom |
| 17. Juli 2003      |       |                    |
| Lombardini Skopje  | 0:7   | SV Neulengbach     |
| SK Žiar nad Hronom | 15:00 | PAOK Ledra         |

### Gruppe 3
Turnier in Osijek (Kroatien)
| Pl. | Verein            | Sp. | S | U | N | Tore    | Diff. | Punkte |
| --- | ----------------- | --- | - | - | - | ------- | ----- | ------ |
| 1.  | NK Osijek         | 3   | 2 | 0 | 1 | 007:500 | +2    | 06     |
| 2.  | FCK Temir Zholy   | 3   | 2 | 0 | 1 | 005:400 | +1    | 06     |
| 3.  | SFK 2000 Sarajevo | 3   | 1 | 0 | 2 | 004:700 | −3    | 03     |
| 4.  | Cardiff City      | 3   | 1 | 0 | 2 | 005:500 | ±0    | 03     |

| 16. Juli 2003     |     |                   |
| ZNK Osijek        | 3:0 | SFK 2000 Sarajevo |
| Cardiff City      | 0:1 | FCK Temir Zholy   |
| 18. Juli 2003     |     |                   |
| ZNK Osijek        | 2:1 | FCK Temir Zholy   |
| Cardiff City      | 1:2 | SFK 2000 Sarajevo |
| 20. Juli 2003     |     |                   |
| ZNK Osijek        | 2:4 | Cardiff City      |
| SFK 2000 Sarajevo | 2:3 | FCK Temir Zholy   |

## Vorrunde
Die Sieger der drei Qualifikationsgruppen, die 28 übrigen Landesmeister und der Titelverteidiger werden auf acht Gruppen zu vier Mannschaften aufgeteilt. Eine der vier Mannschaften jeder Gruppe fungiert als Ausrichter. Die Gruppensieger erreichen das Viertelfinale.

### Gruppe 1
Turnier in Kopenhagen (Dänemark)
| Pl. | Verein                  | Sp. | S | U | N | Tore    | Diff. | Punkte |
| --- | ----------------------- | --- | - | - | - | ------- | ----- | ------ |
| 1.  | Brøndby IF              | 3   | 3 | 0 | 0 | 007:000 | +7    | 09     |
| 2.  | ŽFK Mašinac Classic Niš | 3   | 1 | 1 | 1 | 004:600 | −2    | 04     |
| 3.  | KR Reykjavík            | 3   | 1 | 0 | 2 | 006:500 | +1    | 03     |
| 4.  | FC Kilmarnock           | 3   | 0 | 1 | 2 | 002:800 | −6    | 01     |

| 20. August 2003         |     |                         |
| Brøndby IF              | 2:0 | FC Kilmarnock           |
| ŽFK Mašinac Classic Niš | 3:1 | KR Reykjavík            |
| 22. August 2003         |     |                         |
| Brøndby IF              | 1:0 | KR Reykjavík            |
| ŽFK Mašinac Classic Niš | 1:1 | FC Kilmarnock           |
| 24. August 2003         |     |                         |
| Brøndby IF              | 4:0 | ŽFK Mašinac Classic Niš |
| FC Kilmarnock           | 1:5 | KR Reykjavík            |

### Gruppe 2
Turnier in Babrujsk (Belarus). AE Aegina ist auf Grund des direkten Vergleichs Zweiter.
| Pl. | Verein           | Sp. | S | U | N | Tore    | Diff. | Punkte |
| --- | ---------------- | --- | - | - | - | ------- | ----- | ------ |
| 1.  | Gömrükcü Baku    | 3   | 2 | 0 | 1 | 008:200 | +6    | 06     |
| 2.  | AE Aegina        | 3   | 1 | 1 | 1 | 007:900 | −2    | 04     |
| 3.  | FC Bobruichanka  | 3   | 1 | 1 | 1 | 004:400 | ±0    | 04     |
| 4.  | FC Schwerzenbach | 3   | 0 | 2 | 1 | 006:100 | −4    | 02     |

| 21. August 2003  |     |                 |
| FC Schwerzenbach | 1:5 | Gömrükcü Baku   |
| FC Bobruichanka  | 2:3 | AE Aegina       |
| 23. August 2003  |     |                 |
| FC Schwerzenbach | 4:4 | AE Aegina       |
| FC Bobruichanka  | 1:0 | Gömrükcü Baku   |
| 25. August 2003  |     |                 |
| FC Schwerzenbach | 1:1 | FC Bobruichanka |
| Gömrükcü Baku    | 3:0 | AE Aegina       |

### Gruppe 3
Turnier in Umeå (Schweden). Slavia Prag ersetzte Sparta Prag. Spartas Meistertitel 2003 wurde wegen des Einsatzes einer nicht spielberechtigten Akteurin aberkannt.
| Pl. | Verein                | Sp. | S | U | N | Tore    | Diff. | Punkte |
| --- | --------------------- | --- | - | - | - | ------- | ----- | ------ |
| 1.  | Umeå IK               | 3   | 3 | 0 | 0 | 023:100 | +22   | 09     |
| 2.  | Slavia Prag           | 3   | 2 | 0 | 1 | 006:200 | +4    | 06     |
| 3.  | CFF Clujana Cluj      | 3   | 0 | 1 | 2 | 001:900 | −8    | 01     |
| 4.  | Newtownabbey Strikers | 3   | 0 | 1 | 2 | 001:190 | −18   | 01     |

| 21. August 2003       |       |                       |
| Umeå IK               | 15:00 | Newtownabbey Strikers |
| Slavia Prag           | 2:0   | CFF Clujana Cluj      |
| 23. August 2003       |       |                       |
| Umeå IK               | 6:0   | CFF Clujana Cluj      |
| Slavia Prag           | 3:0   | Newtownabbey Strikers |
| 25. August 2003       |       |                       |
| Umeå IK               | 2:1   | Slavia Prag           |
| Newtownabbey Strikers | 1:1   | CFF Clujana Cluj      |

### Gruppe 4
Turnier in Woronesch (Russland).
| Pl. | Verein             | Sp. | S | U | N | Tore    | Diff. | Punkte |
| --- | ------------------ | --- | - | - | - | ------- | ----- | ------ |
| 1.  | Energija Woronesch | 3   | 2 | 1 | 0 | 024:000 | +24   | 07     |
| 2.  | FC Foroni Verona   | 3   | 2 | 1 | 0 | 014:000 | +14   | 07     |
| 3.  | 1. FC Femina       | 3   | 0 | 1 | 2 | 003:180 | −15   | 01     |
| 4.  | NK Osijek          | 3   | 0 | 1 | 2 | 003:260 | −23   | 01     |

| 21. August 2003    |       |                    |
| FC Foroni Verona   | 10:00 | NK Osijek          |
| Energija Woronesch | 11:00 | 1. FC Femina       |
| 23. August 2003    |       |                    |
| FC Foroni Verona   | 0:0   | Energija Woronesch |
| 1. FC Femina       | 3:3   | NK Osijek          |
| 25. August 2003    |       |                    |
| FC Foroni Verona   | 4:0   | 1. FC Femina       |
| Energija Woronesch | 13:00 | NK Osijek          |

### Gruppe 5
Turnier in Chernigov (Ukraine).
| Pl. | Verein                   | Sp. | S | U | N | Tore    | Diff. | Punkte |
| --- | ------------------------ | --- | - | - | - | ------- | ----- | ------ |
| 1.  | Malmö FF                 | 3   | 3 | 0 | 0 | 012:100 | +11   | 09     |
| 2.  | Legend-Cheksil Chernigov | 3   | 2 | 0 | 1 | 006:300 | +3    | 06     |
| 3.  | FC United                | 3   | 1 | 0 | 2 | 003:600 | −3    | 03     |
| 4.  | Maccabi Holon            | 3   | 0 | 0 | 3 | 002:130 | −11   | 0      |

| 21. August 2003 |     |                    |
| Malmö FF        | 3:0 | FC United          |
| Legend Cheksil  | 4:0 | Maccabi Holon      |
| 23. August 2003 |     |                    |
| Malmö FF        | 6:1 | Maccabi Holon      |
| FC United       | 0:2 | Legend Cheksil     |
| 25. August 2003 |     |                    |
| Malmö FF        | 3:0 | ZFK Legend Cheksil |
| FC United       | 3:1 | Maccabi Holon      |

### Gruppe 6
Turnier in Oslo (Norwegen)
| Pl. | Verein                        | Sp. | S | U | N | Tore    | Diff. | Punkte |
| --- | ----------------------------- | --- | - | - | - | ------- | ----- | ------ |
| 1.  | Kolbotn IL                    | 3   | 3 | 0 | 0 | 025:300 | +22   | 09     |
| 2.  | Juvisy FCF                    | 3   | 2 | 0 | 1 | 010:300 | +7    | 06     |
| 3.  | KS AZS Wrocław                | 3   | 1 | 0 | 2 | 005:180 | −13   | 03     |
| 4.  | University College Dublin AFC | 3   | 0 | 0 | 3 | 001:170 | −16   | 0      |

| 21. August 2003 |       |                |
| Kolbotn IL      | 15:20 | KS AZS Wrocław |
| Juvisy FCF      | 6:1   | UC Dublin      |
| 23. August 2003 |       |                |
| Kolbotn IL      | 8:0   | UC Dublin      |
| Juvisy FCF      | 3:0   | KS AZS Wrocław |
| 25. August 2003 |       |                |
| Kolbotn IL      | 2:1   | Juvisy FCF     |
| KS AZS Wrocław  | 3:0   | UC Dublin      |

### Gruppe 7
Turnier in Bilbao (Spanien).
| Pl. | Verein           | Sp. | S | U | N | Tore    | Diff. | Punkte |
| --- | ---------------- | --- | - | - | - | ------- | ----- | ------ |
| 1.  | 1. FFC Frankfurt | 3   | 3 | 0 | 0 | 019:200 | +17   | 09     |
| 2.  | Athletic Bilbao  | 3   | 2 | 0 | 1 | 008:100 | −2    | 06     |
| 3.  | SV Neulengbach   | 3   | 1 | 0 | 2 | 002:900 | −7    | 03     |
| 4.  | SU 1º Dezembro   | 3   | 0 | 0 | 3 | 002:100 | −8    | 0      |

| 21. August 2003  |     |                 |
| 1. FFC Frankfurt | 4:0 | SU 1. Dezembro  |
| Athletic Bilbao  | 2:0 | SV Neulengbach  |
| 23. August 2003  |     |                 |
| 1. FFC Frankfurt | 7:1 | SV Neulengbach  |
| Athletic Bilbao  | 5:2 | SU 1. Dezembro  |
| 25. August 2003  |     |                 |
| 1. FFC Frankfurt | 8:1 | Athletic Bilbao |
| SU 1. Dezembro   | 0:1 | SV Neulengbach  |

### Gruppe 8
Turnier in Sassenheim (Niederlande)
| Pl. | Verein               | Sp. | S | U | N | Tore    | Diff. | Punkte |
| --- | -------------------- | --- | - | - | - | ------- | ----- | ------ |
| 1.  | FC Fulham            | 3   | 3 | 0 | 0 | 020:200 | +18   | 09     |
| 2.  | Ter Leede Sassenheim | 3   | 2 | 0 | 1 | 014:300 | +11   | 06     |
| 3.  | FC Codru Anenii Noi  | 3   | 1 | 0 | 2 | 006:200 | −14   | 03     |
| 4.  | KÍ Klaksvík          | 3   | 0 | 0 | 3 | 003:180 | −15   | 0      |

| 19. August 2003      |     |                     |
| Fulham LFC           | 8:0 | KI Klaksvik         |
| Ter Leede Sassenheim | 8:0 | FC Codru Anenii Noi |
| 21. August 2003      |     |                     |
| Fulham LFC           | 9:1 | FC Codru Anenii Noi |
| Ter Leede Sassenheim | 5:0 | KI Klaksvik         |
| 23. August 2003      |     |                     |
| Ter Leede Sassenheim | 1:3 | Fulham LFC          |
| FC Codru Anenii Noi  | 5:3 | KI Klaksvik         |

## Viertelfinale
|                    | Gesamt |               | Hinspiel | Rückspiel |
| ------------------ | ------ | ------------- | -------- | --------- |
| Brøndby IF         | 12:00  | Gömrükcü Baku | 9:0      | 3:0       |
| 1. FFC Frankfurt   | 7:2    | FC Fulham     | 3:1      | 4:1       |
| Energija Woronesch | 2:4    | Umeå IK       | 1:2      | 1:2       |
| Malmö FF           | 2:1    | Kolbotn IL    | 2:0      | 0:1       |

## Halbfinale
|            | Gesamt |                  | Hinspiel | Rückspiel |
| ---------- | ------ | ---------------- | -------- | --------- |
| Brøndby IF | 2:4    | Umeå IK          | 2:3      | 0:1       |
| Malmö FF   | 1:4    | 1. FFC Frankfurt | 0:0      | 1:4       |

## Finale

### Hinspiel
| Umeå IK                                                | Umeå IK | 1. FFC Frankfurt | 1. FFC Frankfurt |
| ------------------------------------------------------ | --- | --- | ---------------- |
| Umeå IK                                                | \| 8. Mai 2004 in Stockholm (Råsundastadion) \| \| Ergebnis: 3:0 (1:0) \| \| Zuschauer: 5.409 \| \| Schiedsrichterin: Floarea Cristina Ionescu ( Rumänien) \| | \| 8. Mai 2004 in Stockholm (Råsundastadion) \| \| Ergebnis: 3:0 (1:0) \| \| Zuschauer: 5.409 \| \| Schiedsrichterin: Floarea Cristina Ionescu ( Rumänien) \|                                                                                        | 1. FFC Frankfurt |
| Umeå IK                                                | Sofia Lundgren, Anna Paulson, Hanna Marklund, Maria Bergkvist, Malin Moström, Anna Sjöström (73. Emma Lindqvist), Marie Hammarström (65. Jessica Julin), Sanna Valkonen, Laura Kalmari (86. Maria Nordbrandt), Marta, Frida Östberg Cheftrainer: Andrée Jeglertz | Marleen Wissink, Sandra Minnert, Louise Hansen, Pia Wunderlich, Tina Wunderlich, Birgit Prinz, Katrin Kliehm, Bianca Rech (15. Stefanie Weichelt), Christina Zerbe, Judith Affeld, Steffi Jones (66. Silvana Arcangioli) Cheftrainerin: Monika Staab | 1. FFC Frankfurt |
| Umeå IK                                                | 1:0 Marta (16.) 2:0 Frida Östberg (49.) 3:0 Marta (58.) | | 1. FFC Frankfurt |
| 8. Mai 2004 in Stockholm (Råsundastadion)              | | |                  |
| Ergebnis: 3:0 (1:0)                                    | | |                  |
| Zuschauer: 5.409                                       | | |                  |
| Schiedsrichterin: Floarea Cristina Ionescu ( Rumänien) | | |                  |

### Rückspiel
| 1. FFC Frankfurt                                       | 1. FFC Frankfurt | Umeå IK | Umeå IK |
| ------------------------------------------------------ | --- | --- | ------- |
| 1. FFC Frankfurt                                       | \| 5. Juni 2004 in Frankfurt (Stadion am Bornheimer Hang) \| \| Ergebnis: 0:5 (0:2) \| \| Zuschauer: 9.500 \| \| Schiedsrichterin: Claudine Brohet ( Belgien) \| | \| 5. Juni 2004 in Frankfurt (Stadion am Bornheimer Hang) \| \| Ergebnis: 0:5 (0:2) \| \| Zuschauer: 9.500 \| \| Schiedsrichterin: Claudine Brohet ( Belgien) \|                                                                                              | Umeå IK |
| 1. FFC Frankfurt                                       | Marleen Wissink, Sandra Minnert, Louise Hansen, Pia Wunderlich, Tina Wunderlich (70. Mira Krummenauer), Birgit Prinz, Renate Lingor (59. Judith Affeld), Katrin Kliehm, Christina Zerbe, Stefanie Weichelt, Steffi Jones (78. Sandra Albertz) Cheftrainerin: Monika Staab | Sofia Lundgren, Anna Paulson (76. Maria Nordbrandt), Jessica Julin, Hanna Marklund, Maria Bergkvist, Malin Moström, Anna Sjöström, Sanna Valkonen, Laura Kalmari (66. Emma Lindqvist), Marta (77. Sofia Eriksson), Frida Östberg Cheftrainer: Andrée Jeglertz | Umeå IK |
| 1. FFC Frankfurt                                       | 0:1 Marta (27.) 0:2 Frida Östberg (45.+2') 0:3 Anna Sjöström (49.) 0:4 Malin Moström (68.) 0:5 Anna Sjöström (70.) | | Umeå IK |
| 1. FFC Frankfurt                                       | Maria Bergkvist | | Umeå IK |
| 5. Juni 2004 in Frankfurt (Stadion am Bornheimer Hang) | | |         |
| Ergebnis: 0:5 (0:2)                                    | | |         |
| Zuschauer: 9.500                                       | | |         |
| Schiedsrichterin: Claudine Brohet ( Belgien)           | | |         |